# Ida Gerhardi

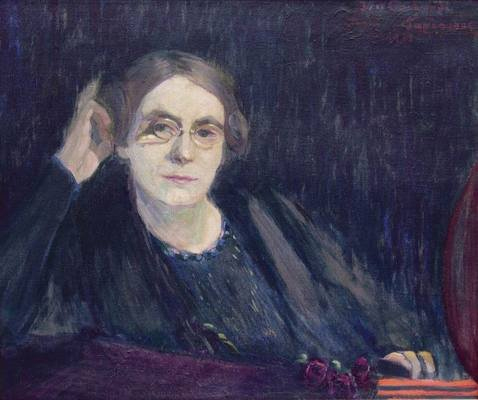
Selbstbildnis III, 1905, Städtische Museen Lüdenscheid

Ida Gerhardi (* 2. August 1862 in Hagen; † 29. Juni 1927 in Lüdenscheid) war eine Malerin der klassischen Moderne. Von 1891 bis 1913 hielt sie sich vor allem in Paris auf. In dieser Zeit entstanden viele ihrer Werke. Sie machte sich neben der Malerei auch um den deutsch-französischen Kulturaustausch verdient.

## Leben

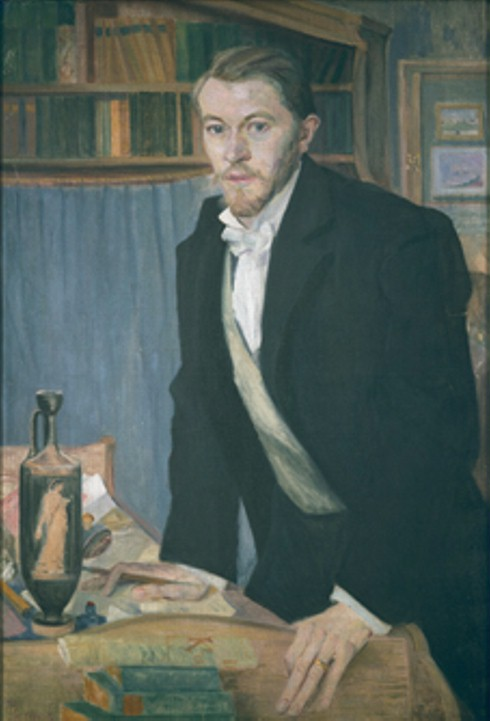
Porträt Karl Ernst Osthaus, 1903; Karl Ernst Osthaus Museum Hagen

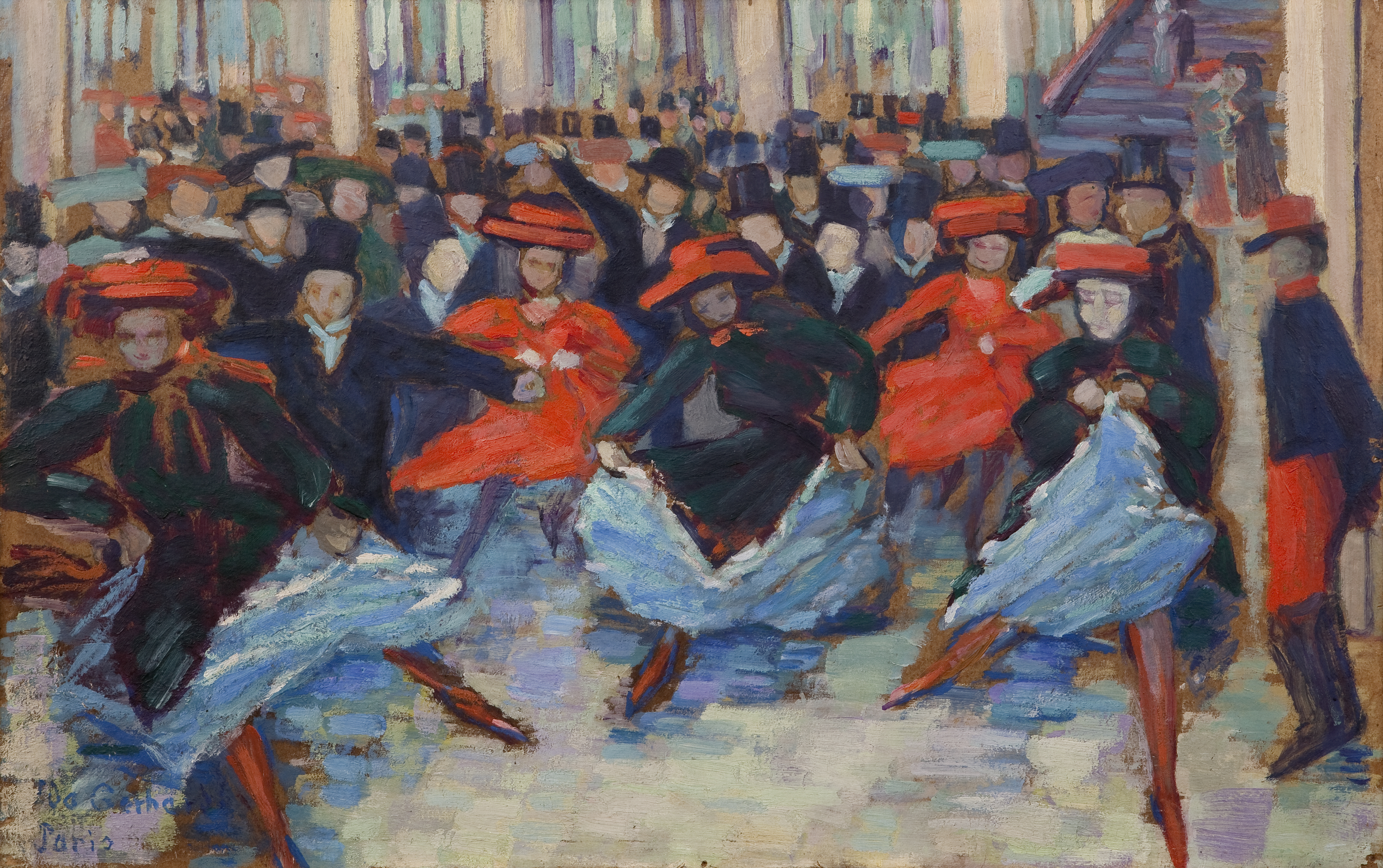
Tanzbild VIII (Can-Can Tänzerinnen bei Bullier), 1904; Städtische Galerie Lüdenscheid

Ida Gerhardi war eine Tochter des Arztes August Gerhardi (1831–1869) und der Mathilde Dieckmann (1840–1917), sie hatte eine Schwester und einen Bruder, der standesgemäß Medizin studierte. Nach dem frühen Tod des Vaters 1869 zog die Familie zu einer Schwester der Mutter, die mit Kommerzienrat Carl Eberhard verheiratet war, nach Detmold, wo Gerhardi die Höhere Töchterschule besuchte. 28-jährig konnte sie ihren Wunsch nach einem Studium der Malerei durchsetzen. Zunächst studierte sie 1890 an der Damenakademie des Münchner Künstlerinnenvereins, vornehmlich bei der Landschaftsmalerin Tina Blau.
1891 ging sie nach Paris und studierte dort in den folgenden Jahren an der Académie Colarossi, einer Privatschule, die vor allem bei jungen Frauen und ausländischen Studierenden beliebt war, da die staatliche Akademie für diese schwer zugänglich war. Eng befreundet war sie mit der Malerin Jelka Rosen und deren späteren Ehemann, dem Komponisten Frederick Delius, für dessen musikalische Aufführungen sie sich in Deutschland einsetzte (z. B. 1897 deutsche Erstaufführung in Elberfeld). Seit 1900 stand sie in Kontakt mit dem Bildhauer Auguste Rodin und wenig später schloss sie sich dem Künstlerkreis des Café du Dôme am Montparnasse an. Sie wird zu den sogenannten Malweibern von Paris gezählt. In Paris und Deutschland pflegte sie Künstlerfreundschaften mit Käthe Kollwitz, Ottilie Roederstein, Maria Slavona, Friedrich Ahlers-Hestermann, Franz Nölken sowie zu den Kunstsammlern und Kunsthistorikern Wilhelm Uhde, Otto Ackermann und Walter Kaesbach. Lange Jahre konnte sie in Paris das Atelier von Roederstein nutzen, nachdem diese ihren Hauptwohnsitz nach Frankfurt am Main verlagert hatte.
Da sie mit Kunst als Frau nur wenig Geld verdienen konnte, engagierte sich Gerhardi als Kunstagentin bei der Vermittlung von Kunstwerken, ihrem Verkauf und der Organisation von Ausstellungen. Sie machte den Hagener Museumsgründer Karl Ernst Osthaus mit Rodin und Aristide Maillol bekannt und vermittelte Ankäufe für dessen Museum in Hagen, das heutige Osthaus Museum Hagen. 1907 organisierte sie eine Ausstellung französischer Kunst in Berlin (Kunstsalon Schulte) und 1910 eine Ausstellung deutscher Kunst in Paris (Galerie des Ausstellungsvereins Les Tendances Nouvelles an der Champs-Elysées). Zur Kunstvermittlung und zu Portraitaufträgen reiste sie nach Leipzig, Berlin, Weimar und Hagen.
1905 gründete Ida Gerhardi zusammen mit Käthe Kollwitz und Franziska Tiburtius den Deutschen Lyceum-Club. Er sollte für Künstlerinnen, Wissenschaftlerinnen, Journalistinnen und Schriftstellerinnen einen gemütlichen Aufenthalt in Berlin bieten. Gerhardi war Mitglied im Deutschen Künstlerbund. Sie war mit ihren Werken an Ausstellungen in Paris im Salon de l’Union internationale des Beaux-arts (1910), im Salon des Indépendants und in Deutschland bei der Berliner Secession und der Münchener Secession vertreten. Aus Gesundheitsgründen musste sie 1913 ihr Pariser Atelier aufgeben und lebte fortan in Lüdenscheid im Haus der Familie.
Nach ihrem Tod 1927 wurde sie in Detmold im Familiengrab beigesetzt. Der Stadtrat von Detmold erklärte ihr Grab auf dem Alten Friedhof 2013 zum Ehrengrab. Sie hinterließ Briefe, die von Annegret Rittmann 1993 erstmals veröffentlicht wurden.

## Werke

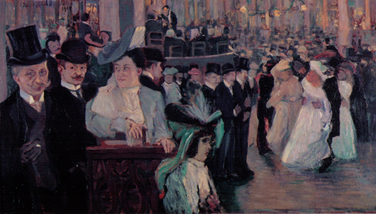
Tanzbild XI (Bal Bullier), 1903, LWL-Landesmuseum für Kunst und Kulturgeschichte Münster

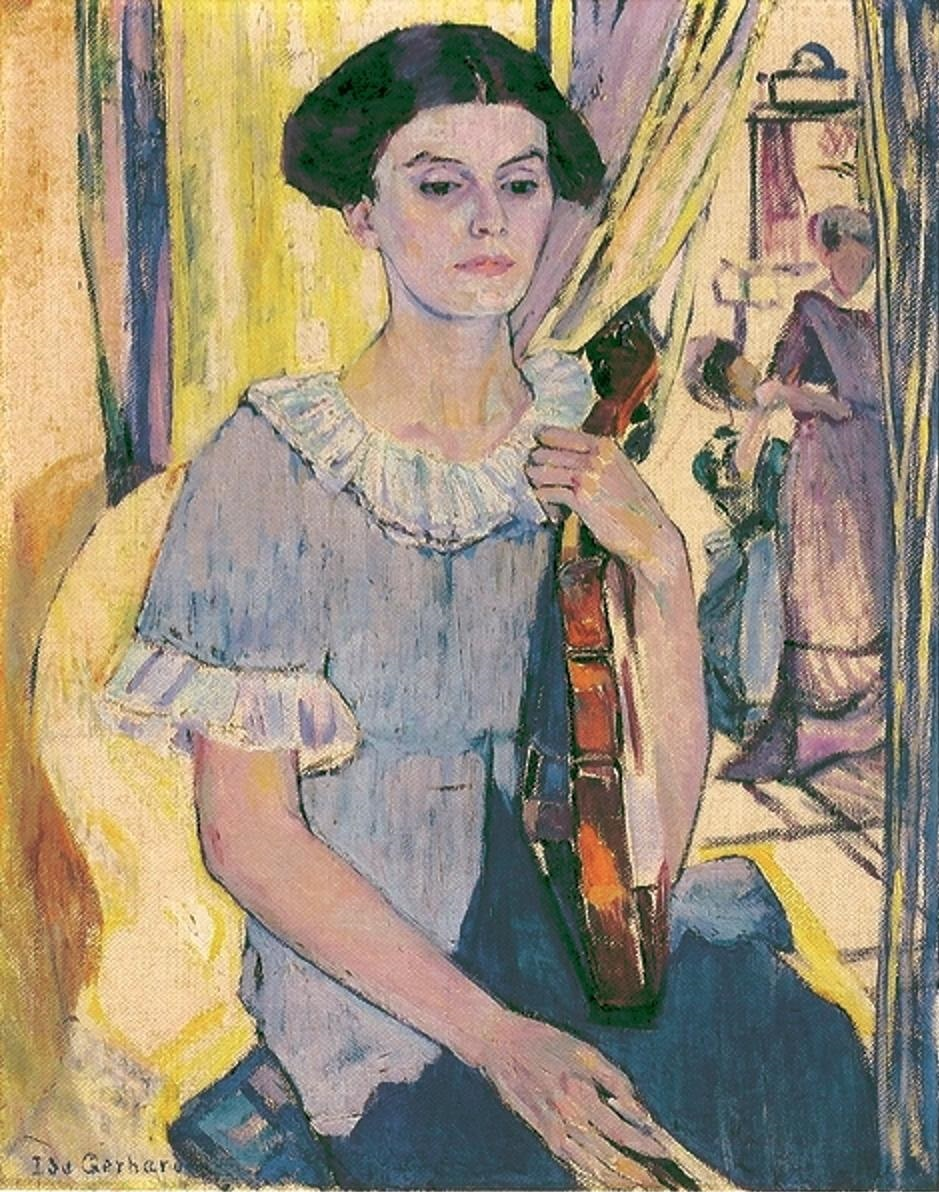
Die Geigerin, 1911

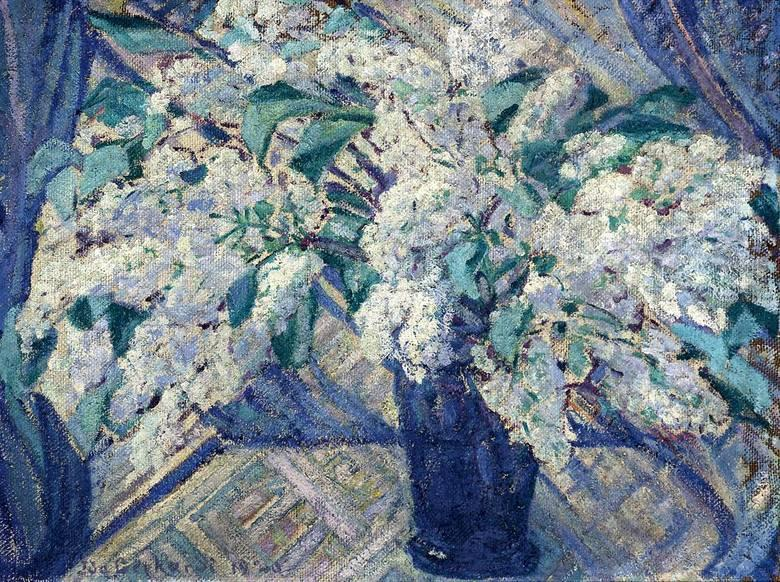
Blumenstillleben, 1920

Anfänglich konzentrierte sich Ida Gerhardi auf die Landschaftsmalerei, die der stimmungsvollen Naturwiedergabe der Schule von Barbizon nahestand, im Erfassen von Licht und Atmosphäre aber schon impressionistisch war. Dann spezialisierte sie sich zunehmend als Porträtistin. Zunächst malte sie traditionell in dunkler, gedämpfter Farbigkeit, doch schon um 1896 hellte sich die Farbpalette auf, das Kolorit wurde klarer und leuchtender.
Von besonderer Qualität sind die Bildnisse von Künstlerfreunden wie etwa von den Musikern Arthur Nikisch (1899), Frederick Delius (1912) und Ferruccio Busoni (1902, verschollen) oder dem Maler Christian Rohlfs (1906) wie auch von dem Museumsgründer Karl-Ernst Osthaus (1903). Mit Selbstbildnissen aus der gesamten Schaffenszeit dokumentierte sie ihre eigene Verfassung und gesellschaftliche Stellung als Frau in der Kunst. Bedeutsam sind ihre Bilder aus Pariser Vergnügungslokalen wie dem Bal Bullier, die sie zwischen 1903 und 1905 zum Teil zusammen mit Käthe Kollwitz aufsuchte. Dort entstanden als Grundlage ihrer Werke zahlreiche Skizzen. Es sind überwiegend Tanzszenen in hell erleuchteten Sälen, aber auch Wiedergaben der düsteren, sogenannten Apachenkneipen. Frauen durften erst seit Kurzem ohne Begleitung durch eine Großstadt gehen; Orte wie die von ihr gemalten Lokale durften sie kaum besuchen. Gerhardi ist in der Kunstgeschichte damit eine Pionierin – keine Frau vor ihr malte dieses Sujet.
In Biarritz malte Ida Gerhardi 1905 verschiedene Meeresbilder. Neben den Porträts entstanden vor allem in der Spätzeit auch Stadtansichten, Genrebilder und Stillleben. Seit etwa 1900 hatte sie sich im Kolorit und Malduktus den französischen Spätimpressionisten und Fauvisten genähert. Unter dem Einfluss des rheinischen Expressionismus wurde ihre Farbigkeit um 1911 pastelliger und die Formgebung umrissbetonter. Trotz abstrahierender Tendenzen blieb sie immer dem Gegenstand verpflichtet und die Charakterisierung von Personen blieb ein stetes Anliegen.
Ihr Werk umfasst Gemälde und Zeichnungen z. B.:
- Tanzbild VIII, um 1904: Städtisches Museum Lüdenscheid
- Madame Riau (Chanteuse), 1903; Bal Bullier, 1903; Tanzbild XII, 1905; ca. 30 Zeichnungen; alle: Westfälisches Landesmuseum, Münster
- Siamesischer Prinz, 1908: Museum Kunstpalast Düsseldorf
- Die Geigerin (Elly Bößneck), 1911; Christian Rohlfs, 1906; beide: Museum Folkwang, Essen[14]
- Berta Stoop, 1911; Selbstbildnis 1920, beide: Karl Ernst Osthaus-Museum Hagen

## Ausstellungen und Kataloge
- 1900: Berliner Secession
- 1901: Münchener Secession
- 2004: Femme flaneur, Ausstellungskatalog, Bonn, August Macke-Haus
- 2008: Orte der Sehnsucht, Ausstellungskatalog, Münster, Landesmuseum für Kunst und Kulturgeschichte
- 2012: Ballrausch und Farbenpracht. Ida Gerhardi in Paris, Landesmuseum für Kunst und Kulturgeschichte Oldenburg, Prinzenpalais (mit Katalog)[15]
- 2012 Ida Gerhardi – Deutsche Künstlerinnen in Paris um 1900, Städtische Galerie Lüdenscheid, Städtische Galerie Lüdenscheid.  Susanne Conzen (Hrsg.): Ausstellungskatalog. Hirmer, 2012, ISBN 978-3-7774-4791-9
- 2013: Ausstellung einer Auswahl der „Tanzbilder“ in der städtischen Galerie Schwalenberg[16]
- 2016: Die Malweiber von Paris, Jesuitenkirche Aschaffenburg
- 2016: Gemeinschaftsausstellung Einfühlung und Abstraktion. Die Moderne der Frauen in Deutschland, Kunsthalle Bielefeld.[17]

## Theater
2013 wurde das Musical Ida über das Leben von Ida Gerhardi mit Unterstützung des Ministeriums für Familie, Kinder, Jugend, Kultur und Sport des Landes NRW unter der Regie von Melanie Blank und durch künstlerische Beteiligung u. a. von Maria Kübeck und Jörn Kitzhöfer in verschiedenen Städten NRWs (u. a. Theaterlabor Bielefeld) aufgeführt.

## Ehrungen
1913 gewann Gerhardi den 1. Preis des Verbandes der Kunstfreunde in den Ländern am Rhein.
Nach Ida Gerhardi ist der Ida Gerhardi Förderpreis benannt, den die Sparkasse Lüdenscheid seit 1989 alle zwei Jahre stiftet. Mit der Vergabe des Preises ist eine Ausstellung in der Städtischen Galerie Lüdenscheid verbunden.
Gefördert werden junge Künstler mit abgeschlossenem Studium. Der Preis ist dotiert mit 5.000 Euro, weitere 3.000 Euro stehen als Produktionskosten für eine Edition bereit, die in Zusammenarbeit mit der Städtischen Galerie Lüdenscheid produziert wird.
Bisherige Preisträger waren:
- 2019: David Semper
- 2016: Ail Hwang
- 2013: Gesine Grundmann
- 2011: Marcel Hiller
- 2009: Tina Tonagel
- 2007: Adriane Wachholz
- 2005: Kati Faber
- 2003: Neringa Naujokaite
- 2001: Erich Reusch[20]
- 1999: Tobias Gereon Gerstner
- 1997: Amalia Theodorakopoulos
- 1995: Victor Bonato
- 1993: Johannes Sandberger
- 1991: Jochem Ahmann
- 1989: Claudia Terstappen